# Laura Biagio Stadi Tour 2019
Laura Biagio Stadi Tour 2019 es la décima gira de la cantante italiana Laura Pausini

## Lista de canciones
1. Un'emergenza d'amore / Liberatemi (Laura & Biagio)
2. Resta in ascolto (Laura & Biagio)
3. Non è mai stato subito (Biagio)
(1° cambio abito Laura)
4. Il coraggio di andare / El valor de seguir adelante (Laura & Biagio)
5. E.STA.A.TE (Laura)
(1° cambio abito Biagio)
6. Medley Biagio insieme: Sappi amore mio, Tu sei bella, Le cose che hai amato di più, Non ci facciamo compagnia, Mi fai stare bene (Laura & Biagio)
7. Ti penso raramente (Biagio)
(2° cambio abito Laura)
8. Sognami (Laura & Biagio)
9. Una storia che vale (Biagio)
(3° cambio abito Laura)
10. Lato destro del cuore (Laura & Biagio)
11. La geografia del mio cammino / Le cose che vivi (Laura)
(2° cambio abito Biagio)
12. Medley Laura insieme: La solitudine, In assenza di te, Incancellabile, Strani amori, Simili (Laura & Biagio)
13. Se io, se lei (Biagio)
(4° cambio abito Laura)
14. Pazzo di lei (Biagio, Laura balla)
15. Buongiorno bell'anima (Biagio)
(5° cambio abito Laura)
16. Se non te / Non ho mai smesso (Laura)
17. Frasi a metà (Laura)
18. Primavera in anticipo (It Is My Song) (Laura, Biagio accompagna con chitarra)
19. Se è vero che ci sei (Biagio, Laura accompagna con flauto traverso)
20. In una stanza quasi rosa (Laura & Biagio)
21. Ritorno ad amare (Laura)
(3° cambio abito Biagio)
22. Convivendo (Biagio)
(6° cambio abito Laura)
23. Medley Laura canta Biagio: Se tornerai, Sei, L'amore comporta, Ti ricordi perché (Laura & Biagio)
24. Medley Biagio canta Laura: Ho creduto a me, Il mio sbaglio più grande, Fidati di me (Laura & Biagio)
25. Non è detto (Laura)
26. Quanto tempo e ancora (Laura & Biagio)
27. Vivimi (Laura & Biagio)
28. Come se non fosse stato mai amore (Laura)
29. Iris (tra le tue poesie) (Biagio)
(7° cambio abito Laura)
30. In questa nostra casa nuova (Laura & Biagio) 
(bis) 
(4° cambio abito Biagio)
31. Non vivo più senza te (Biagio)
(8° cambio abito Laura)
32. Invece no (Laura)
(9° cambio abito Laura)
33. Tra te e il mare (Laura & Biagio)

## Fechas
| Fecha               | Ciudad    | País   | Recinto                 |
| Italia              | Italia    | Italia | Italia                  |
| ------------------- | --------- | ------ | ----------------------- |
| 26 de junio de 2019 | Bari      | Italia | Estadio San Nicola      |
| 29 de junio de 2019 | Roma      | Italia | Estadio Olímpico        |
| 4 de julio de 2019  | Milán     | Italia | Estadio San Siro        |
| 5 de julio de 2019  | Milán     | Italia | Estadio San Siro        |
| 8 de julio de 2019  | Florencia | Italia | Estadio Artemio Franchi |
| 12 de julio de 2019 | Bolonia   | Italia | Estadio Dall'Ara        |
| 17 de julio de 2019 | Turín     | Italia | Estadio Olímpico        |
| 20 de julio de 2019 | Padua     | Italia | Estadio Euganeo         |
| 23 de julio de 2019 | Pescara   | Italia | Estadio Adriático       |
| 27 de julio de 2019 | Mesina    | Italia | Estadio San Filippo     |
| 1 de agosto de 2019 | Cagliari  | Italia | Fiera di Cagliari       |

## Banda
- Guitarra eléctrica y dirección musical: Paolo Carta
- Guitarra eléctrica y acústica: Massimo Varini
- Guitarra eléctrica y acústica: Plácido Salamone
- Piano: Fabio Coppini
- Teclados: Yuri Barilaro
- Batería: Gareth Brown
- Bajo: Roberto Gallinelli
- Percusión: Ernesto López
- Coros: Roberta Granà, Gianluigi Fazio, Claudia D'Ulisse, David Blank, Mónica Hill
- Bailarines: Nick Andreoni, Joseph Caforio, Giammarco Caruso, Ilaria Cavola, Andrea Comuzzi, Stefano Ferrari, Bicio Masi, Ramona Mattei, Irene Tavassi
- Cuerdas: Giulia Monti, Francesca Grotti, Caterina Coco, Giulia Sandoli